# سكرتير صحفي
السكرتير الصحفي أو المسؤول الصحفي هو كبير المستشارين الذي يقدم المشورة حول كيفية التعامل مع وسائل الإعلام الإخبارية، واستخدام تقنيات إدارة الأخبار، ويساعد صاحب العمل على الحفاظ على الصورة العامة الإيجابية وتجنب التغطية الإعلامية السلبية.
وغالبًا ما يقوم بعمل كبير المتحدثين باسم المؤسسة، ولكن ليس دائمًا. ولدى العديد من الحكومات أيضًا سكرتارية صحفية. ونائب السكرتير الصحفي عادة ما يكون موظفًا سياسيًا من المستوى المتوسط يساعد السكرتير الصحفي ومدير الاتصالات في مجالات التوعية العامة. وغالبًا ما يقوم بكتابة البيانات الصحفية والنشرات الإعلامية التي يراجعها السكرتير الصحفي ومدير الاتصالات. وعادة ما تكون هناك سكرتارية صحفية مساعدة وموظفون صحفيون لمساعدة السكرتير الصحفي.